# (466223) 2012 TJ55
(466223) 2012 TJ55 es un asteroide perteneciente al cinturón de asteroides, descubierto el 21 de mayo de 2006 por el equipo Spacewatch desde el Observatorio Nacional de Kitt Peak (Arizona, Estados Unidos).